# Петров, Александр Иванович (адмирал)
Александр Иванович Петров (1828—1899) — русский мореплаватель и путешественник, контр-адмирал в отставке, первостроитель города Николаевск-на-Амуре.

## Происхождение
Родился 15 (27) сентября 1828 года (в Петербургском некрополе указан 1826 год) в семье штабс-капитана Екатерининского гренадерского полка Ивана Сергеевича Петрова. Отец был солдатским сыном, который в десятилетнем возрасте (1800) вступил на службу младшим юнгой и всю свою жизнь служил то на флоте, то в сухопутных войсках. Участвовал в Бородинской битве; позднее отличился в сражении под Бауценом, за что был награждён знаком отличия военного ордена Св. Георгия. За отличие в битве под Кульмом он был награждён знаком прусского Железного креста. Имел также медали в память войны 1812 года и за взятие Парижа. Мать, Любовь Дементьевна, — также из солдатских детей, получила некоторое образование. Знала немецкий и немного французский язык, играла на фортепиано.

## Биография

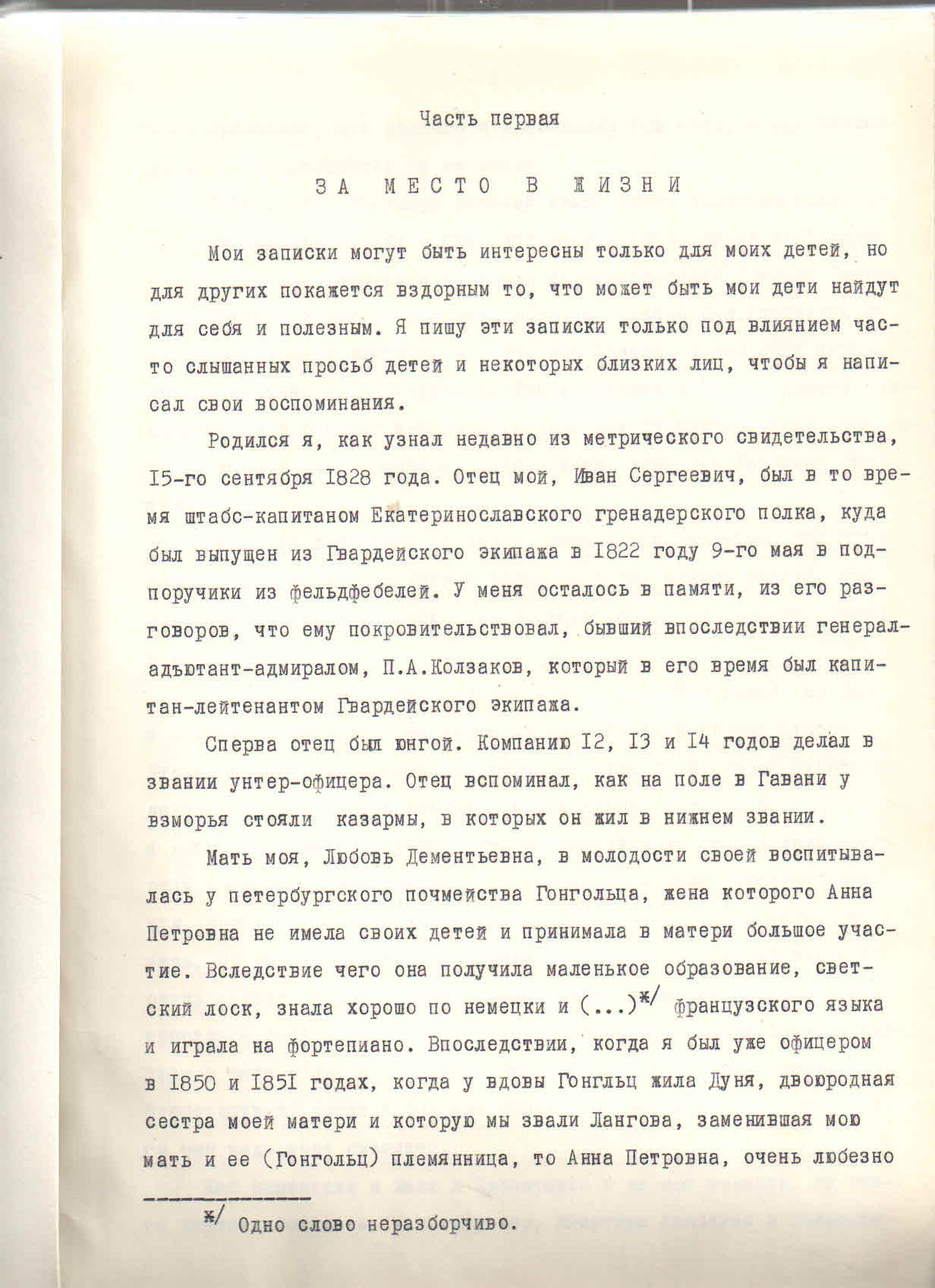

- 17 мая 1838 года поступил кадетом в классы 1-го Штурманского полуэкипажа.
- Летом 1846 года находился в практическом плавании на лоцманском судне «Нептун».
- 23 марта 1847 года был выпущен из классов 1-го Штурманского полуэкипажа с производством в кондукторы корпуса штурманов. В чине кондуктора А. И. Петров служил на судах «Надежда» (1847) и «Геркулес» (1849), которые совершали плавания по портам Финского залива и Балтийского моря.
- В 1848 году он работал на Петергофском телеграфе.
- 23 апреля 1850 года произведён в прапорщики и переведён в 46-й флотский экипаж (Петропавловская флотилия) и направлен на Камчатку на корвете «Оливуца».
- 19 декабря 1851 года произведён в мичманы.
- 18 июля 1852 года корвет пришёл в Николаевск, в этот же день, по требованию Г. И. Невельского, мичманы Г. Д. Разградский и А. И. Петров были направлены в состав Амурской экспедиции.
- 19 июля 1852 года, командуя отрядом гребных судов, юный мичман производил промеры Северного и других фарватеров Амурского лимана, занимался транспортировкой казенного груза из Петровского зимовья в Николаевский пост.
- С 10 октября 1852 по 14 мая 1853 года, с перерывом на период с 7 января по 15 февраля, когда он был командирован в экспедицию для осмотра и съемки перевала с реки Амур на реку Биджу, а затем на озеро Удыль и протоку Уй, А. И. Петров заведовал Николаевским постом.
- В 1852—1855 гг. входил в состав Амурской экспедиции Г. И. Невельского, где участвовал в исследовании Амура и Амурского лимана, основал Мариинский пост, командовал Николаевским постом, руководил строительством казарм и складов для войск, сплавлявшихся с верховьев Амура и экипажа затопленного фрегата «Паллада», командовал батареей на мысе Куегда, участвовал в проводке кораблей Петропавловской флотилии из залива Де-Кастри в устье Амура, руководил сплавом груза из Читы.
- 1 сентября 1854 года в Николаевск прибыл начальник экспедиции Г. И. Невельской с семьей. А уже 11 сентября по распоряжению Н. Н. Муравьева А. И. Петров был назначен ревизором и казначеем Амурской экспедиции. Работа оказалась трудоемкой, хозяйство экспедиции было запущено.
- 4 мая 1855 года А. И. Петров был назначен командиром Николаевской батареи на мысе Куегда. Следовало немедленно приступить к её постройке по планам и чертежам, присланным из Иркутска и утверждённым генерал-губернатором. Батарею начали строить без промедления.
- Зимой 1855—1856 годов А. И. Петров преподавал математику, географию и историю в Штурманском училище. Здесь в числе его учеников был будущий прославленный адмирал Степан Осипович Макаров. В это же время Александр Иванович исполнял обязанности экипажного адъютанта у командира 27-го Флотского экипажа Н. Н. Назимова.
- 21 июня 1856 года он был назначен помощником капитана Николаевского порта. Зимой 1856—1857 годов А. И. Петров снова преподавал математику в Штурманском училище, а 19 марта 1857 года был назначен заведующим школой юнг.
- C 13 мая по 26 июня 1857 года Петров служил на пароходе «Америка» под командой капитан-лейтенанта Н. Я. Шкота, а с 26 июня по 25 июля — на пароходе «Амур» под командой капитан-лейтенанта А. А. Болтина.
- 3 сентября 1857 года по предписанию военного губернатора Приморской области он был командирован курьером в Иркутск, где и женился.
- 1 января 1858 года А. И. Петров был переведен в 1-й флотский экипаж на Балтику и произведен в лейтенанты, 6 января, по его просьбе, переведен в 27-й флотский экипаж и вновь направлен на Дальний Восток. 15 февраля 1858 года Александр Иванович вторично выехал из Петербурга на Амур.
- 18 августа 1858 года А. И. Петров был назначен командиром 1-й и 3-й рот, а с 1 сентября — инспектором классов Штурманского училища в портах Восточного океана. Кроме того, в зимнее время он преподавал в училище.

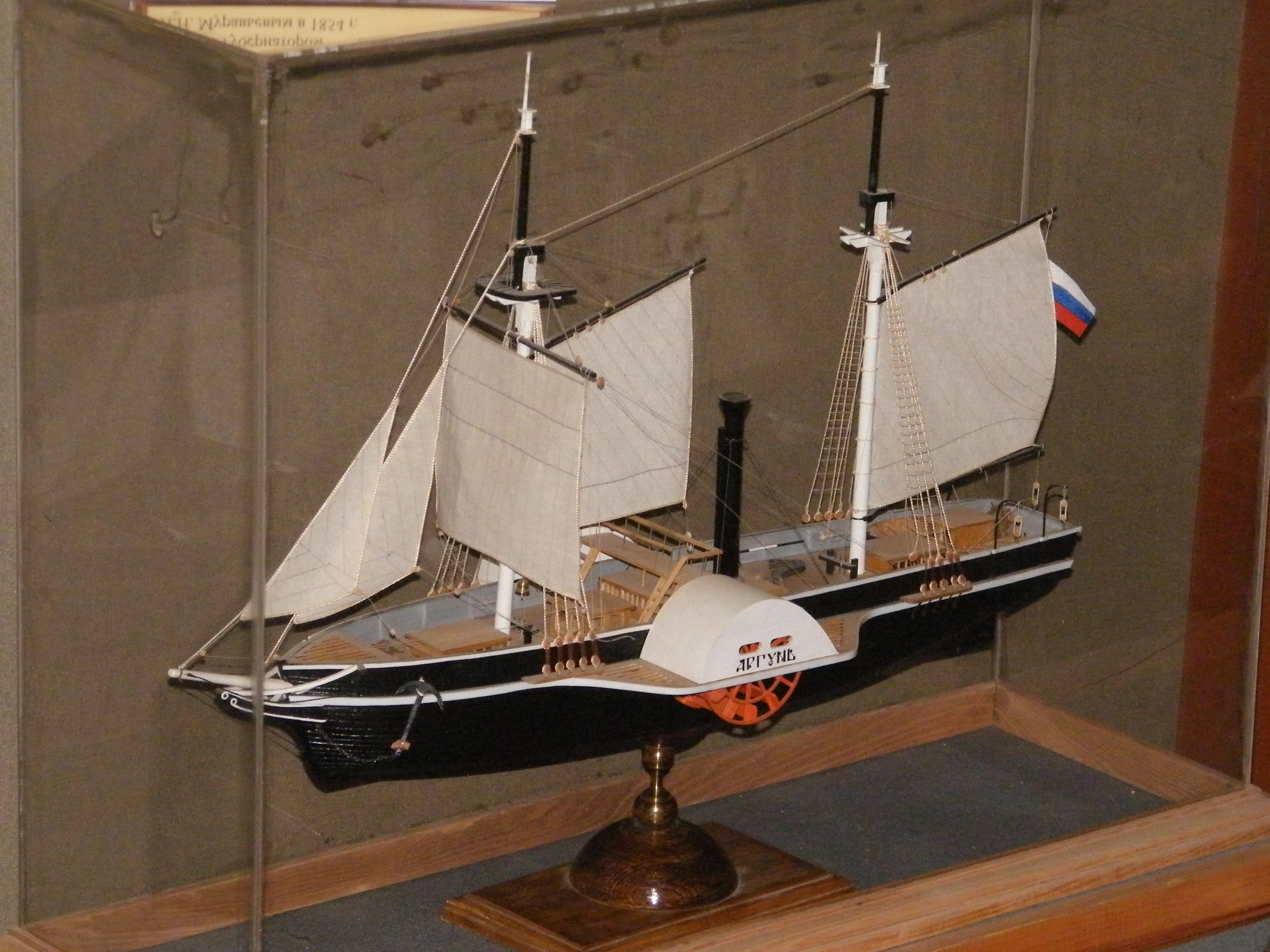
Модель парохода «Аргунь», судна Амурской экспедиции (1849—1855)
(Хабаровский краевой музей имени Н. И. Гродекова)

- С 11 мая 1859 года А. И. Петров работал в комиссии военного суда в портах Восточного океана, 30 мая назначен директором маяков и лоций и заведующим Морским училищем, 24 июня — командиром парохода «Аргунь».
- 19 сентября 1859 года А. И. Петров ушел с действительной службы в Амурскую компанию, по поручению которой он должен был заведовать судоходством на Амуре, а также сборкой пароходов и барж, части которых доставлялись в Николаевск из-за границы. Кроме того, на него было возложено устройство пристани и складов компании в Николаевске.
- 1 сентября 1860 года А. И. Петров вернулся на действительную службу и в 1861—1863 годах командовал пароходом «Лена», совершавшим рейсы от Николаевска до Благовещенска и обратно.
- Зимой 1862 года адмирал П. В. Казакевич поручил Александру Ивановичу организовать школу грамотности для матросов Амурского экипажа и солдат двух линейных батальонов.
- 25 сентября 1863 года он был переведен из 27-го флотского экипажа в Балтийский флот с назначением в 10-й флотский экипаж. Отъезд его в Петербург был вызван плохим состоянием здоровья.
- 4 сентября 1864 года в Петербурге А. И. Петров был переведен в 8-й флотский экипаж, где служил до выхода на пенсию в 1886 году в чине контр-адмирала.
- В 1876—1880 годах он составлял свои «Воспоминания»[5], которые были написаны на основании имевшихся у него первоисточников.

Скончался 15 (27) января 1899 года и был похоронен на Смоленском православном кладбище в Санкт-Петербурге, в семейном склепе. В 100—150 метрах от склепа находится могила его отца — Ивана Сергеевича Петрова.

## Память
Именем А. И. Петрова назван остров в северной части Японского моря, у берегов Приморского края (Остров Петрова).

## Семья
Жена, Елена Николаевна (30.04.1838—21.05.1902), в девичестве Кастюрина, дочь майора 12-го Сибирского линейного батальона Николая Васильевича Кастюрина, в 1859 году служившего заместителем старшего военного начальника в Красноярске.